# Alcippe
Alcippe is een geslacht van zangvogels uit de bijna gelijknamige familie van de Alcippeidae. De wetenschappelijke naam van het geslacht is voor het eerst geldig gepubliceerd in 1844 door Edward Blyth.

## Soorten
De volgende soorten zijn bij het geslacht ingedeeld:
- Alcippe brunneicauda  – Grijze alcippe
- Alcippe davidi  – Pater Davids alcippe
- Alcippe fratercula  – Yunnanalcippe
- Alcippe grotei  – Zwartbrauwalcippe
- Alcippe hueti  – Huets alcippe
- Alcippe morrisonia  – Grijswangalcippe
- Alcippe nipalensis  – Nepalese alcippe
- Alcippe peracensis  – Maleise alcippe
- Alcippe poioicephala  – Bruinwangalcippe
- Alcippe pyrrhoptera  – Javaanse alcippe